# Mike Livingston
Mike Livingston (Dallas, 14 novembre 1945) è un ex giocatore di football americano statunitense che ha militato nel ruolo di quarterback nella National Football League (NFL).

## Carriera
Livingston fu scelto nel corso del secondo giro del Draft 1968, 48º assoluto dai Kansas City Chiefs della AFL.
Durante la stagione da titolo del 1969, il titolare Len Dawson e la sua riserva Jacky Lee subirono degli infortuni, e Livingston disputò come partente sei partite, lanciando 1.123 yard e 4 touchdown. I Chiefs vinsero tutte le sei partite e più in là andarono a conquistare il Super Bowl IV, con Dawson di nuovo in cabina di regia.
Livingston disputò 75 partite come titolare per i Chiefs, dividendo il ruolo a metà degli anni settanta con Dawson, che si ritirò nel maggio del 1976. L'unico allenatore della storia dei Chiefs, Hank Stram, fu licenziato dopo un record di 5–9 nel 1974. Sotto tre differenti allenatori, Livingston fu il titolare dal 1975 al 1979, quando fu sollevato da Marv Levy in favore del rookie Steve Fuller, ma disputò comunque diverse partite come titolare.
Livingston fu nel roster dei Minnesota Vikings nel 1980, ma non scese in campo, chiuso da Tommy Kramer e Steve Dils. Fu svincolato prima dell'inizio della stagione. All'età di 37 anni giocò nella United States Football League (USFL) nel 1983 con gli Oakland Invaders come riserva di Fred Besana sotto il capo-allenatore John Ralston, dopo di che fu svincolato nel febbraio 1984.

## Palmarès

### Franchigia
Super Bowl : 1
Kansas City Chiefs: IV
- Campionati AFL : 1

Kansas City Chiefs: 1969

### Individuale
- AFL All-Star: 1

1969